# Mbulungish-Nalu jezici
Mbulungish-Nalu jezici (privatni kod: natl), malena skupina nigersko-kongoanskih jezika iz Gvineje koja čini podskupinu šire sjevernoatlantske skupine. Obuhvaća (3) jezika, to su: 
- baga mboteni [bgm] (etničkih preko 4.800), i dva glavna jezika po kojima je dobila ime,
- mbulungish ili baga foré [mbv], 5.000 (1998 B. Willits) s 22 sela, i
- nalu ili nalou [naj], ukupno 21,830, od toga 13.000 u Gvineji (Johnstone 1993) i 8.830 u Gvineji Bisau (2006).

Sjevernoatlantsku skupinu čine zajedno s bakskim, canginskim, istočnosenegalskogvinejskim i senegambijskim jezicima.

## Vanjske poveznice
- Ethnologue (14th)
- Ethnologue (15th)